# NGC 5942
NGC 5942 (другие обозначения — MCG 1-40-1, ZWG 50.9, HCG 76C, NPM1G +07.0387, PGC 55309) — галактика в созвездии Змея.
Этот объект входит в число перечисленных в оригинальной редакции «Нового общего каталога».